# Echinopsis huotii
Echinopsis huotii là một loài thực vật có hoa trong họ Cactaceae. Loài này được (Cels.) Labour. mô tả khoa học đầu tiên năm 1853.